# Erik Reger
Hermann Dannenberger (Bendorf, Renània-Palatinat, 1893 — Viena, 1954) va ser un escriptor alemany conegut amb el sobrenom d'Erik Reger. Fortament marcat per la Primera Guerra Mundial destaca com a assagista i novel·lista. La seva obra Union der festen Hand analitza la complicitat de la indústria del seu país amb el nacionalisme militarista alemany. Dona nom al Premi Erik Reger establert pel Land de Renània-Palatinat.

## Obres
- Union der festen Hand (‘Unió de la mà ferma’, 1931),
- Strom (‘Vaixells en el riu’, 1933)
- Heimmeh nach der Hölle (‘Enyorança de l'infern', 1936)
- Urbans Erzählbuch (‘Llibre de contes d'Urban', 1943)